# Amtsvåbener i Danmark

## Amtsvåbener 1970-2006
Et galleri over de våbener der tidligere blevet ført af Danmarks amter (1970-2006). Bornholms Amt blev Bornholms Regionskommune i 2003. Kommunerne København og Frederiksberg havde også amtsopgaver.
- Bornholms Amt
- Frederiksberg Kommune
- Frederiksborg Amt
- Fyns Amt
- Københavns Amt
- Københavns Kommune
- Nordjyllands Amt
- Ribe Amt
- Ringkjøbing Amt
- Roskilde Amt
- Storstrøms amt
- Sønderjyllands amt
- Vejle Amt
- Vestsjællands Amt
- Viborg Amt
- Århus Amt

## Amtsvåbener før 1970
Hjørring Amt blev i 1793 det første amt, der førte våben. Senere fik landets øvrige amter, på nær Haderslev Amt, egne våben. 
- Assens Amtsrådskreds
- Bornholms Amt
- Frederiksberg Kommune
- Frederiksborg Amt
- Færø Amt
- Haderslev Amt
Førte ikke våben
- Hjørring Amt
- Holbæk Amt
- Københavns Amt
- Københavns Kommune
- Maribo Amt
- Odense Amt
- Præstø Amt
- Randers Amt
- Ribe Amt
- Ringkøbing Amt
- Roskilde Amtsådskreds
- Skanderborg Amt
- Sorø Amt
- Svendborg Amt
- Sønderborg Amt
- Thisted Amt
- Tønder Amt
- Vejle Amt
- Viborg Amt
- Aabenraa Amt
- Aalborg Amt
- Århus Amt

| Heraldik | Spire Denne artikel om heraldik er en spire som bør udbygges. Du er velkommen til at hjælpe Wikipedia ved at udvide den. |